# Тимберлейк, Филип Хантер
Филип Хантер Тимберлейк (англ. Philip Hunter Timberlake, 5 июня 1883 — 17 апреля 1981) — американский энтомолог, коллекционер, крупный специалист по систематике пчёл (Apoidea), описавший около 800 новых для науки видов и подвидов.

## Биография
Он родился 5 июня 1883 года в Бетеле, штат Мэн, США. Мать — Isadore Margaret (nee Billings, 1850—1897) и отец — Davis True Timberlake (1844—1928, учитель латинского и греческого языков), поженились 6 июля 1873 года. Филип был одним из семи детей своих родителей (пятым по рождению и вторым сыном). Работал энтомологом на кафедре энтомологии Калифорнийского университета в Риверсайде, штат Калифорния.
В 1908 году Тимберлейк получил степень в области гуманитарных наук в Боудин-колледже (Брансуик, штат Мэн) по специальности греческий и латинский языки. В 1910 году он получил магистерскую степень в области биологии Гарвардского университета. С 1909 по 1914 год Тимберлейк работал в Бюро энтомологии Министерства сельского хозяйства США в качестве «агента и эксперта», проводившего исследования в области биологической борьбы с насекомыми-вредителями. С 1914 по 1924 год он был энтомологом на Гавайской экспериментальной станции сахарных плантаторов в Гонолулу, где его исследования касались в основном биологической борьбы с использованием паразитов и хищников. В 1924 году он был назначен энтомологом в отделе биологического контроля на экспериментальной станции цитрусовых Калифорнийского университета в Риверсайде, где проработал до выхода на пенсию в 1950 году. Продолжал походы и экспедиции вместе с коллегами и студентами до возраста 79 лет, оставаясь в хорошей физической форме и демонстрируя хорошие познания местной флоры и природы в целом. После этого он продолжал свой обычный график работы, но в последующие годы его зрение постепенно ухудшалось, а в 1980 году, в возрасте 97 лет, дело дошло до того, что он больше не мог продолжать свою работу.
Назначение Тимберлейка в Департамент биологического контроля в 1924 году было мотивировано его обширными знаниями в области таксономии паразитических перепончатокрылых и хищных божьих коровок, важных групп в биологической борьбе с насекомыми-вредителями. Однако к концу 1920-х годов и позже он почти полностью сосредоточился на таксономии местных пчёл, особенно одного из крупнейших родов Perdita. Существует более 800 видов Perdita, большинство из которых описаны Тимберлейком, а также Теодором Кокереллем. Почти все они являются специализированными опылителями (олиголектами) многих видов растений, особенно в пустыне Сонора, где Тимберлейк десятилетиями занимался обширными исследованиями.
Умер в 1981 году в Риверсайде, штат Калифорния.

### Личная жизнь
В 1917 году он женился на Эдит Тимберлейк; свадьба прошла 26 ноября в Гонолулу. У пары было трое детей, две дочери (Элизабет Палданиус из Риверсайда; Присцилла Маклауд из Сан-Ансельмо) и сын (доктор Филип Ф. Тимберлейк из Ньюпорт-Бич); 11 внуков и 14 правнуков. Его жена Эдит была сестрой Ханны Милхаус Никсон и тётей американского президента Ричарда М. Никсона, чью юридическую карьеру она помогала финансировать. Она и тогда уже пожилой учёный присутствовали на инаугурации президента Никсона по его приглашению; Эдит умерла несколько лет спустя, в 1972 году.

## Признание
Был избран членом нескольких научных обществ.
- American Entomological Society
- Cambridge Entomological Club
- Entomological Society of Washington
- Hawaiian Entomological Society
- Pacific Coast Entomological Society

### Эпонимия

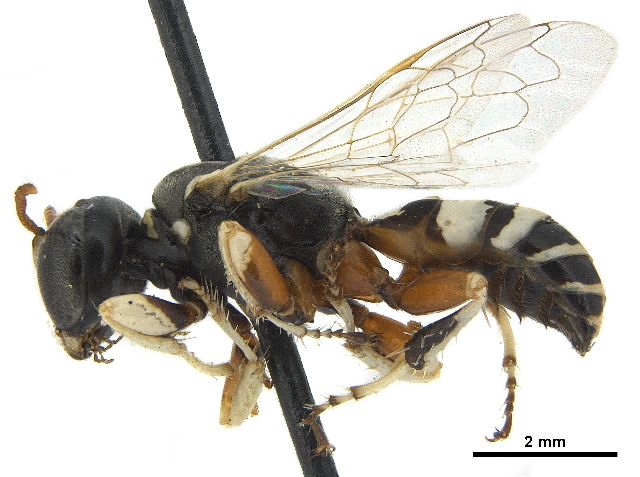
Оса Xenosphex timberlakei названа в честь Филипа Тимберлейка

В знак признания научного вклада Тимберлейка его коллеги назвали в его честь более 50 новых таксонов, в том числе патронимы:
- Mohavacris  timberlakei Rehn (Tanaoceridae, прямокрылые)
- Ethmia  timberlakei Powell (Ethmiidae, чешуекрылые)
- Stylops timberlakei Bohart, 1936 (Stylopidae, веерокрылые)

Перепончатокрылые
- Ammoplanops timberlakei Pate (Pemphredonidae)
- Ancylandrena timberlakei Zavortink (Andrenidae)
- Andrena timberlakei Cockerell (Andrenidae)
- Ashmeadiella timberlakei Michener (Megachilidae)
- Belomicrus timberlakei  Pate (Crabronidae)
- Brachycistis timberlakei  Wasbauer (Tiphiidae)
- Calliopsis timberlakei  Shinn (Andrenidae)
- Ceratina timberlakei  Daly (Anthophoridae)
- Coccophagus timberlakei  Compere (Encyrtidae)
- Colletes timberlakei  Stephen (Colletidae)
- Conostigmus timberlakei  Kamal (Megaspilidae)
- Dioxys pomonae timberlakei  Hurd (Megachilidae)
- Dufourea timberlakei G. E. Bohart (Halictidae)
- Euparagia timberlakei R. M. Bohart (Masaridae)
- Gnathopasites timberlakei Linsley (Anthophoridae)
- Heriades timberlakei Michener (Megachilidae)
- Hylaeus timberlakei Snelling (Colletidae)
- Hypomiscophus timberlakei Bridwell (Larridae)
- Melissodes timberlakei Cockerell (Anthophoridae)
- Nomadopsis timberlakei Rozen (Andrenidae)
- Nysson timberlakei  R. M. Bohart (Nyssonidae)
- Osmia timberlakei  Cockerell (Megachilidae)
- Oxybelus timberlakei  R. M. Bohart and Schlinger (Crabronidae)
- Peponapis timberlakei  Hurd and Linsley (Anthophoridae)
- Perdita timberlakei  Cockerell (Andrenidae)
- Plenoculus timberlakei  Williams (Larridae)
- Pseudopanurgus nebrascensis timberlakei  Michener (Andrenidae)
- Pseudopanurgus timberlakei  Cockerell (Andrenidae)
- Pterocheilus timberlakei  R. M. Bohart (Eumenidae)
- Solierella timberlakei  Williams (Larridae)
- Timberlakena Pate (Pemphredonidae)
- Timberlakia Mercet (Encyrtidae)
- Triepeolus timberlakei Cockerell (Anthophoridae)
- Triopasites timberlakei Linsley (Anthophoridae)
- Trypoxylon timberlakei Sandhouse (Larridae)
- Xenosphex timberlakei Williams (Crabronidae)
- Xeralictus timberlakei Cockerell (Halictidae)

Двукрылые
- Aphoebantus timberlakei Melander (Bombyliidae)
- Apolysis timberlakei Melander (Bombyliidae)
- Brevitrichia timberlakei Kelsey (Scenopinidae)
- Cophura timberlakei Wilcox (Asilidae)
- Dionaea timberlakei Walton (Tachinidae)
- Epidideicus timberlakei Hall (Bombyliidae)
- Itolia timberlakei Wilcox (Asilidae)
- Nannocyrtopogon timberlakei Wilcox and Martin (Asilidae)
- Phytophaga timberlakei Felt (Cecidomyiidae)
- Stenopogon timberlakei Bromley (Asilidae)
- Tipula timberlakei Alexander (Tipulidae)
- Urophora timberlakei Blanc and Foote (Tephritidae)
- Volucella timberlakei Curran (Syrphidae)

## Основные труды
Внёс крупный вклад в изучение пчёл и жуков Coccinellidae Северной Америки. Всего за свою карьеру Тимберлейк описал и назвал около 800 видов пчёл, а также несколько других видов из других групп насекомых. Он опубликовал более 100 научных работ, в основном по пчёлам. Собрал коллекцию насекомых, которая насчитывала около 250 000 экземпляров, из которых около 100 000 — перепончатокрылые (Hymenoptera). Она включала то, что когда-то было самой большой коллекцией пчёл в Северной Америке, и это послужило основой для коллекции, которая сейчас находится в Музее энтомологических исследований Калифорнийского университета и содержит около 4 миллионов экземпляров.